# Educazione siberiana (romanzo)
Educazione siberiana è il primo romanzo dello scrittore moldavo Nicolai Lilin, pubblicato nel 2009.

## Trama
Nicolai, autore e protagonista di questo libro, ha vissuto per molti anni a Tighina e racconta la sua infanzia, adolescenza e maturità nella presunta comunità criminale di origine siberiana (chiamati Urka) stanziata in Transnistria, dopo la deportazione ad opera del regime di Stalin. La Transnistria è nello specifico una regione dell'ex Repubblica Socialista Sovietica Moldava (oggi Moldavia) autoproclamatasi indipendente nel 1990, ma non riconosciuta da nessuno Stato.
La comunità di cui fa parte è regolata da leggi interne non scritte ma rigidamente osservate, pena l'espulsione dalla comunità stessa. Esistono i divieti assoluti di stupro, strozzinaggio e spaccio di stupefacenti, mentre i furti e le rapine sono consentiti se compiuti nei confronti dello stato e dei ricchi; l'omicidio è autorizzato se "legittimato" da una giusta causa. L'omosessualità attiva e passiva in carcere è proibita. Lilin descrive inoltre la complessa simbologia dei tatuaggi siberiani.
I membri della comunità siberiana si autodefiniscono "criminali onesti" e sono molto temuti in tutta la Russia, rivaleggiando con gli appartenenti a “Seme nero”, organizzazione criminale potente e capillare ma considerata moralmente inferiore dagli Urka perché hanno ormai infranto qualsiasi regola e tabù e si sono livellati con le mafie del resto del mondo. Lilin descrive ancora che in aggiunta a queste due egemoni operano i loro traffici altre mafie etniche, come quella ucraina, quella ebraica e quella georgiana.

## Traduzioni e adattamenti cinematografici
Il libro è stato pubblicato in 23 lingue, distribuito in 20 paesi nel mondo, ma su espresso divieto dell'autore non è stato tradotto in russo, forse perché i riferimenti storici e filologici (ad esempio il clan degli Urka) non sono riscontrabili, nelle bibliografie dei paesi russofoni. Secondo la giornalista russa Elena Černenko il libro non sarebbe stato mai pubblicato in Russia perché secondo le sue indagini si tratterebbe di un romanzo di fantasia venduto invece dall'autore come autobiografico.
Il successo di Educazione siberiana fa guadagnare a Lilin gli elogi di Roberto Saviano e l'invito a numerose trasmissioni e talk show televisivi quali L’era glaciale, Chiambretti Night, Barbareschi Sciock e Maurizio Costanzo Talk.
Inoltre la Cattleya in collaborazione con Universal Pictures ha realizzato la trasposizione per il grande schermo di Educazione siberiana, con Gabriele Salvatores alla regia. Il film è uscito in Italia nel febbraio del 2013.

## Controversie
In occasione dell'uscita di Educazione siberiana, è stata messa in dubbio la veridicità del personaggio Nicolai Lilin e delle storie narrate nei suoi romanzi, visto che lo stesso autore ne afferma la natura autobiografica, sebbene molti degli eventi narrati siano realmente accaduti. In particolar modo, è stata smentita l'esistenza stessa degli Urka, che non sarebbero né un'etnia né una tribù esistente, e delle vicende pseudostoriche che la riguardano, come l'inesistente deportazione di questa popolazione in Ucraina, dal momento che le deportazioni staliniane seguivano il flusso opposto, ossia le persone venivano trasferite forzatamente in Siberia e non dalla Siberia.
Lo stesso autore si è trovato successivamente costretto a prendere le distanze dalle storie più rilevanti e sostanziali descritte nel libro, come ad esempio i combattimenti in luoghi urbani, definendoli racconti per interposta persona. In particolare, l'autore non conferma le informazioni scritte riguardo all'uccisione di tredici colonnelli sovietici, ma al contrario si spinge a definire l'opera un "falso memoriale", di cui quasi niente è stato vissuto in prima persona.
Hanno suscitato parecchie perplessità anche il presunto arruolamento nell'esercito russo e presunta partecipazione alla guerra in Cecenia: Lilin è cittadino russo, il cui vero cognome è Veržbickij, ma è nato in Transnistria, territorio moldavo, perciò è poco credibile un arruolamento forzato tra i russi. Altrettanto improbabile è l'arruolamento, da lui dichiarato in un'intervista a Rolling Stone, in un'agenzia israeliana che operava nel teatro di guerra dell'Iraq.
Non è credibile nemmeno il collage di intense esperienze di vita raccontate dall'autore in interviste e convegni: mettendole insieme si ricostruisce la biografia di una persona che è riuscita, nell'arco di 23 anni di vita, a "finire due volte in carcere in Transnistria ed essere processato in Russia", per poi fare il "militare per tre anni come cecchino in Cecenia e un altro paio d'anni in Israele, Iraq e Afghanistan".
Come presunta forma di "rispetto" per il popolo Urka, l'autore ha deciso di non tradurre Educazione siberiana in russo, rinfocolando così le polemiche al riguardo.